# ناتالي بوك
ناتالي بوك (بالألمانية: Nathalie Bock)‏ (21 أكتوبر 1988 بركلنهاوزن في ألمانيا - ) هي لاعبة كرة قدم ألمانية في مركز الوسط. شاركت مع منتخب ألمانيا الوطني لكرة القدم للسيدات تحت 15 سنة ‏ ومنتخب ألمانيا تحت 17 سنة للسيدات لكرة القدم ومنتخب ألمانيا تحت 19 سنة للسيدات لكرة القدم ومنتخب ألمانيا تحت 20 سنة للسيدات لكرة القدم ومنتخب ألمانيا تحت 21 سنة لكرة القدم للسيدات ومنتخب ألمانيا تحت 23 سنة للسيدات لكرة القدم ‏. أما مع النوادي، فقد لعبت مع نادي فولفسبورغ للسيدات ونادي فولفسبورغ وSG Wattenscheid 09 ‏ وBV Cloppenburg (women) ‏ وFFC Heike Rheine ‏.

## وصلات خارجية
- ناتالي بوك على موقع قاعدة بيانات كرة القدم.إي يو (الإنجليزية)
- ناتالي بوك على موقع عالم كرة القدم.نت (الإنجليزية)